# Donato Carrisi

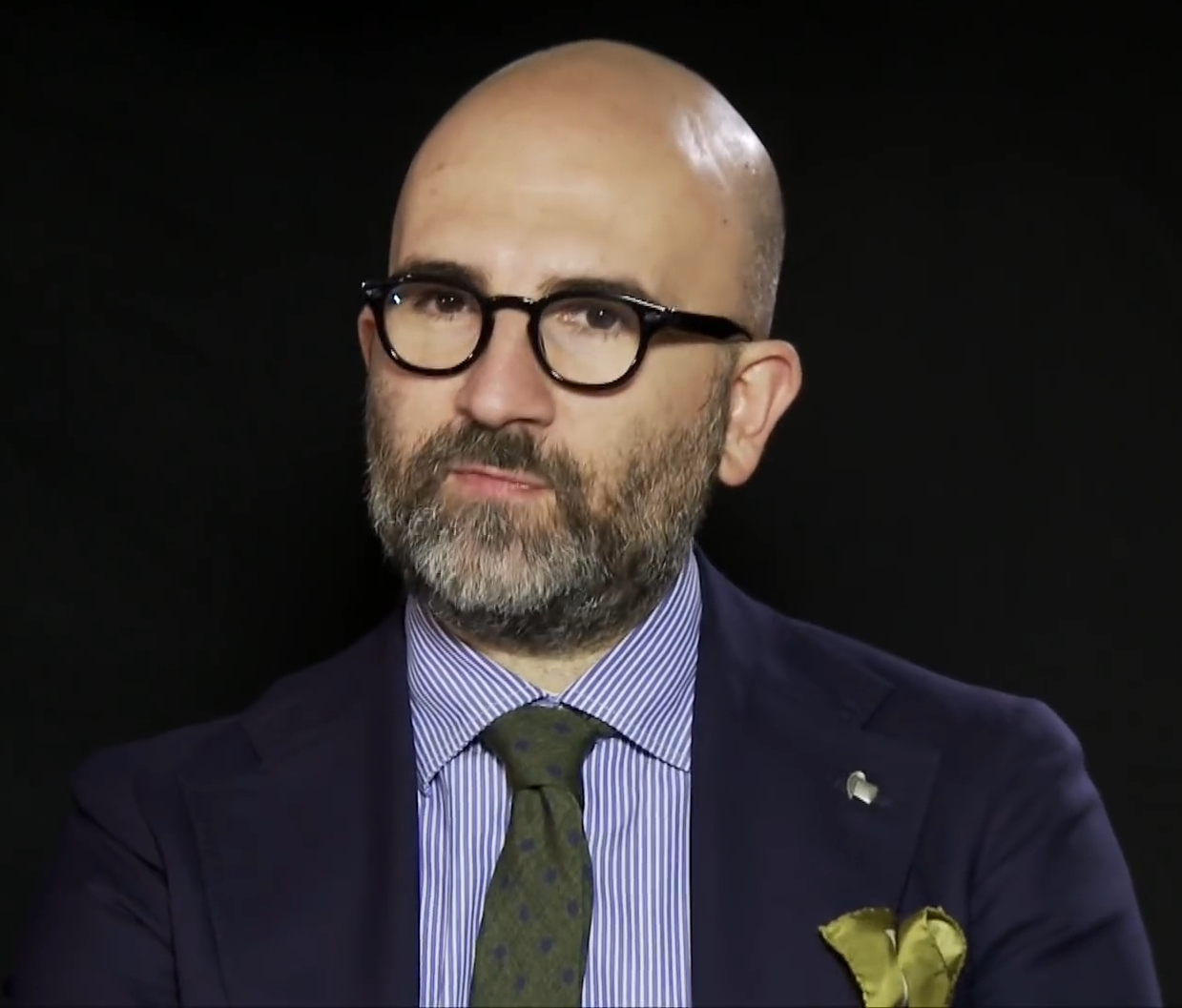
Donato Carrisi

Donato Carrisi (* 25. März 1973 in Martina Franca) ist ein italienischer Schriftsteller, Drehbuchautor und Filmregisseur.

## Leben und Werk
Donato Carrisi ist in Martina Franca geboren und aufgewachsen. Nach seiner Schulausbildung studierte er Rechtswissenschaften in Rom, spezialisierte sich dabei auf Kriminologie und Verhaltensforschung und schloss sein Studium mit einer Arbeit über den italienischen Serienmörder Luigi Chiatti, der auch als das Monster von Foligno bezeichnet wird, ab. Die Beschäftigung mit Serienmördern sowie eine Begegnung mit Chiatti inspirierten ihn später zu seinem ersten Thriller Il suggeritore. Nach seinem Studienabschluss arbeitete er jedoch zunächst kurze Zeit als Anwalt, bevor er sich schließlich seiner schriftstellerischen Tätigkeit zuwandte und diverse Drehbücher für Film und Fernsehen verfasste. 
Bereits mit seinem ersten Roman Il suggeritore, einem Thriller, der 2010 unter dem deutschen Titel Der Todesflüsterer im Piper Verlag erschien, gelang ihm der internationale Durchbruch. Sein Debütroman wurde 2009 in Italien mit dem renommierten Premio Bancarella ausgezeichnet, stand in Deutschland wochenlang auf der Spiegel-Bestsellerliste und wurde in mehr als 20 Sprachen übersetzt, unter anderem ins Hebräische und Vietnamesische.
Für seinen Roman L’ipotesi del male, der unter dem deutschen Titel Die Totenjägerin veröffentlicht wurde, erhielt er 2013 den Premio Giorgio Scerbanenco. 
Sein Roman La ragazza nella nebbia, der 2017 in der deutschen Übersetzung unter dem Titel Der Nebelmann im Atrium Verlag erschien, wurde 2017 mit Toni Servillo und Jean Reno in den Hauptrollen verfilmt. Mit diesem Film gab Carrisi auch sein Regiedebüt. Bei der Verfilmung seines Romans Diener der Dunkelheit, die 2020 mit Tony Servillo und Dustin Hoffman in den Hauptrollen erschien, führte er ebenfalls Regie.
Donato Carrisi lebt und arbeitet als freier Schriftsteller und Drehbuchautor in Rom und schreibt auch Kolumnen für den Corriere della Sera.

## Romane
- 2009 Il suggeritore
  - Der Todesflüsterer (dt. Übersetzung von Christiane von Bechtolsheim), Piper Verlag, München 2010, ISBN 978-3-492-25770-1.
- 2011 Il tribunale delle anime
  - Der Seelensammler (dt. Übersetzung von Christiane Burkhardt), Piper Verlag, München 2012, ISBN 978-3-492-27386-2.
- 2012 La donna dei fiori di carta
- 2013 L’ipotesi del male
  - Die Totenjägerin (dt. Übersetzung von Karin Diemerling), Piper Verlag, München 2014, ISBN 978-3-492-30471-9.
- 2014 Il cacciatore del buio
- 2015 La ragazza nella nebbia
  - Der Nebelmann (dt. Übersetzung von Karin Diemerling), Atrium Verlag, Zürich 2017, ISBN 978-3-855-35016-2.
- 2016  Il maestro delle ombre
- 2017 L'uomo del labirinto
  - Diener der Dunkelheit (dt. Übersetzung von Verena von Koskull), Atrium Verlag, Zürich 2018, ISBN 978-3-855-35032-2.
- 2018 Il gioco del suggeritore
  - Enigmas Schweigen (dt. Übersetzung von Olaf Matthias Roth und Susanne Van Volxem), Atrium Verlag, Zürich 2020, ISBN 978-3-855-35078-0.
- 2019 La casa delle voci
  - Haus der Stimmen (dt. Übersetzung von Olaf Matthias Roth und Susanne Van Volxem), Atrium Verlag, Zürich 2024, ISBN 978-3-03882-040-6.
- 2020 Io sono l'abisso
  - Ich bin der Abgrund (dt. Übersetzung von Olaf Matthias Roth und Susanne Van Volxem), Atrium Verlag, Zürich 2022, ISBN 978-3-855-35122-0.
- 2021 La casa senza ricordi

## Filmografie (Auswahl)
- 2001: Casa famiglia (Fernsehserie)
- 2003: Casa famiglia 2 (Fernsehserie)
- 2007: Era mio fratello (Fernsehfilm)
- 2007: Nassiryia – Per non dimenticare (Fernsehfilm)
- 2009: Squadra antimafia – Palermo oggi (Fernsehserie)
- 2009: Moana (Fernsehfilm)
- 2017: Der Nebelmann (La ragazza nella nebbia) (auch Regie)
- 2019: Diener der Dunkelheit (L‘uomo del labirinto) (auch Regie)